# Herb gminy Sosnówka
Herb gminy Sosnówka – symbol gminy Sosnówka.

## Wygląd i symbolika
Herb przedstawia na tarczy w polu czerwonym zieloną sosnę (nawiązującą do nazwy gminy), a pod nią, po obu stronach, srebrne godła z herbów szlacheckich: Jastrzębiec (z lewej strony) i Lis. 